# ドイツ民主党
ドイツ民主党（ドイツみんしゅとう、ドイツ語: Deutsche Demokratische Partei、略称：DDP）は、ヴァイマル共和政時代のドイツのリベラル左派政党。第一次世界大戦後の1918年に帝政時代の自由主義左派政党進歩人民党と自由主義右派政党国民自由党の左派が合同して結党された。社民党や中央党とともに穏健左派・中道・リベラルの連立政権ヴァイマル連合を形成することが多かった。ユダヤ人が多い党だったため、反ユダヤ主義者から「ユダヤ人の党(Judenpartei)」と批判されて党勢は低迷。1930年には青年ドイツ騎士団と合併してドイツ国家党（Deutsche Staatspartei、略称：DStP）と改名して党勢挽回を図ったものの低迷を食い止めることはできなかった。1933年に国家社会主義ドイツ労働者党が政権を獲得すると禁止されて解党した。

## 党史

### ドイツ民主党の結成
帝政時代の進歩人民党（Fortschrittliche Volkspartei、略称：FVP）と国民自由党（Nationalliberale Partei、略称：NLP）の左派（国民自由党主流派はドイツ人民党を形成）が統合されて1918年11月20日に創立された政党である。革命後、いち早く共和政擁護・民主主義確立を訴えた知識人たちにより創設された政党であり、初代党首にはフリードリヒ・ナウマンが就任し、「進歩、成長志向の私経済、社会正義、寛容、同胞意識、そして個人主義」を標榜した。

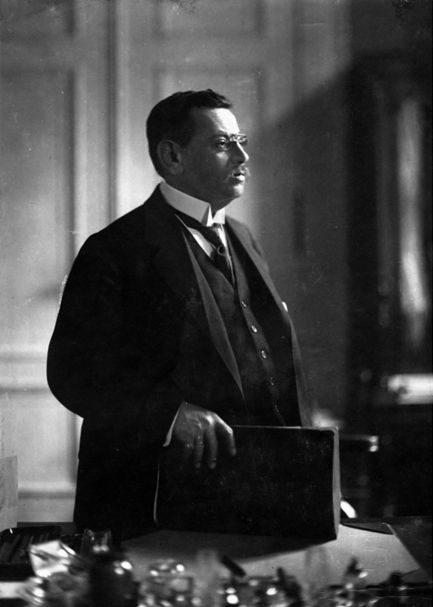
ヴァイマル憲法を起草したフーゴ・プロイス

ヴァルター・ラーテナウに代表される大資本家の支持を受けていたが、議会主義に立脚して調停者の役割を果たそうとしたため、ドイツ社会民主党(SPD)や労働組合の社会政策・労働政策にも協力的であり、中小資本家や都市中間層、知識人層、一部労働者層からも支持を受けていた。とりわけフーゴ・プロイスやマックス・ヴェーバーとアルフレート・ヴェーバーの兄弟など有名な学者たちが異彩を放った。
また大ドイツ主義（ドイツとオーストリアの合併）に最も熱心な党だった。これは大ドイツ主義の達成を1848年革命の完成とみる自由主義左派思想に基づく。とりわけナウマンら中央ヨーロッパ主義者が熱心な大ドイツ主義の推進者であり、ナウマンの死後もヴィルヘルム・ハイレ、ゲルトルート・ボイマー、テオドール・ホイスらナウマン主義者たちが大ドイツ主義を強く主張し続けた。
ヴァイマル共和政下最初の国民議会選挙で第3党の地位を獲得してドイツ社会民主党(SPD)のフィリップ・シャイデマンを首相とする連立政権の一部となった。ヴァイマール憲法もドイツ民主党所属の憲法学者プロイスの起草によるものだった。一時ヴェルサイユ条約への反対から連立から離れたが、すぐに連立に復帰した。以降、社民党と中央党と民主党は穏健左派・中道・リベラルの連立政権を組むことが多くなり、この3党の連携体制は「ヴァイマル連合」と呼ばれた。
1920年6月の国会選挙ではもっとも凋落した党となった。民主党は前回の国民議会選挙で560万票の得票を得ていたのに、この選挙では230万票しかとれず、75議席から45議席に落とした。これは前回選挙では有権者は民主党を勝たせて民主主義国ドイツをアピールすればもっと寛大な講和条件で済むだろうと思っていたのに、そうはならなかったことから有権者は民主党を見限ったものと考えられている。またフリードリヒ・ナウマンが1919年8月に死去し、フリードリヒ・フォン・パイヤーが老齢で引退するなど知名度の高い政治家を早期に失ってしまったこともある。
さらに民主党支持層にはユダヤ人が多かったため、反ユダヤ主義者から「ユダヤ人の党(Judenpartei)」と呼ばれて攻撃に晒された。人民党のシュトレーゼマンも「民主党は巨大な財源を自由にでき、全ユダヤ銀行がその背後にいる」と述べている。民主党はその後の選挙でも後退が続いた。
また民主党内は常に分裂していた。最高意思決定機関は議員団であったが、議員団には右派と左派があった。右派の議員は工業資本や銀行資本などに近く、党商工業委員会のメンバーであるベルンハルト・デルンブルク、ヘルマン・フィッシャー、エドゥアルト・ハム、オスカー・マイヤーなどが代表的人物だった。右派議員は富裕層が多いので党への政治献金を通じて選挙名簿作成に大きな影響力をもっていた。一方左派議員の代表的人物には労働組合関係のアントン・エアケレンツ、グスタフ・シュナイダー、エルンスト・レマーやユダヤ団体関係のルートヴィヒ・ハースなどがいた。さらに両派の中間派としてエーリヒ・コッホ＝ヴェーザー、カール・ヴィルヘルム・ペーターゼン、ゲルトルート・ボイマーらがおり、彼らが調停役の役割を果たした。
1924年以降はコッホ＝ヴェーザーの指導が確立したが、彼は党内分裂状態を克服するためにも大連合政策を一貫して追求した。その戦術についてコッホ＝ヴェーザーは1926年に次のように論じた。

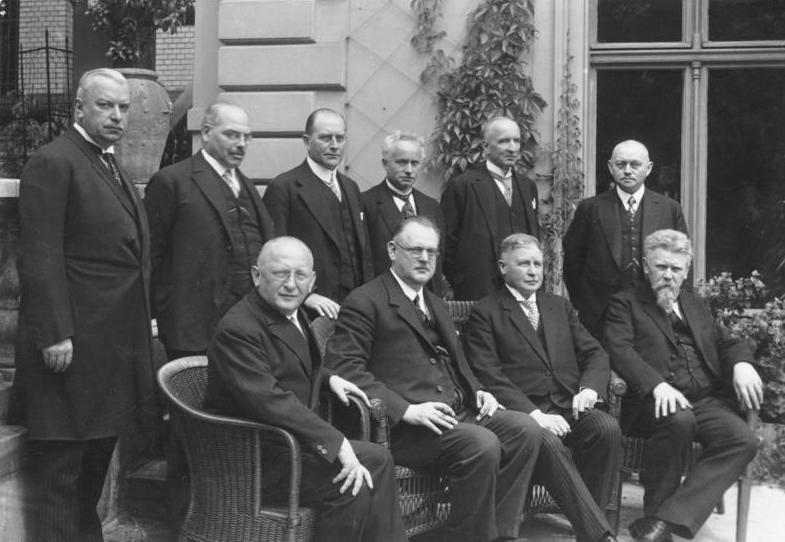
1928年ヘルマン・ミュラー内閣組閣の際の閣僚記念写真。椅子に座っている一番手前の人物が民主党代表エーリヒ・コッホ＝ヴェーザー(法相)。立っている一番手前の人物ヘルマン・ディートリヒも民主党員（食糧農業大臣）

この立場のため民主党は大統領内閣が始まる1930年までは国家人民党が政権参加する場合を除いて原則として常に政権に参加していた。

### ドイツ国家党と改名
ブルジョワ中道勢力の退潮が深刻化する中、コッホ＝ヴェーザーは早くも1928年には民主党単独での勢力回復に悲観的になり、中道政党の一本化、あるいは青年運動との合同を考えるようになった。1930年9月の国会選挙を前に中道政党の一本化の機運が高まった。民主党の党首コッホ＝ヴェーザーはドイツ人民党(DVP)の党首エルンスト・ショルツと党を統一させる交渉を重ねたが、合意に達しなかった。
一方青年ドイツ騎士団との合併交渉は合意に達した。この青年ドイツ騎士団は中世風の儀礼の厳守を旨とする右翼的な準軍事組織だったが、ナチズム反対運動に加わっているうちにヴァイマル共和政擁護の方針へ変化し始めていた。党首コッホは「それまで遠い存在に見えた、こういう種類の政治団体でも、提携する方法によっては相手を民主主義思想と共和主義思想に導くことができる」と説明し、党内からは一部反発も起きたものの、同党執行部の多数から了承を取り付けた。これを機に民主党はドイツ国家党（Deutsche Staatspartei 略称DStP)という保守色の強い党名に改名しているが、「民主」の看板を外すことには党内左派から憂慮の声もあった。
党の目標として「ヴァイマル憲法を基盤とし、国家シンボルをその誉とし、ドイツ人を真の国民(Staats-volk)とすることを目標とする。そこでは共和国建設のために新旧の世代が同等の資格において協力する」と定められ、「中道勢力の復活」が高らかに謡われたが、1930年9月の選挙では国家党は得票を前回150万票から130万票に落とし、獲得議席20議席にとどまった。この冴えない選挙結果に民主党系からは合併は失敗だったとの批判の声が起きるようになった。党指導部は選挙戦の敗北を認めながらも若い血を吸収することなく民主党が活動を続けるのは難しいという立場を変えず「民主党員による政治指導、青年ドイツ騎士団による組織指導、自由主義者による議会指導」を訴えて国家党の存続を求めた。
しかし青年ドイツ騎士団の方も民主党組織の容認しがたい平和主義やユダヤ人の多さに早くもうんざりしていた。選挙後すぐに青年ドイツ騎士団系議員と民主党系議員の内紛が起こり、10月7日にはアルトゥール・マーラウンら青年ドイツ騎士団系議員6名が「世界観が合わない」として離党。コッホは党分裂状態を招いた責任をとって党代表を辞職し、カール・ヴィルヘルム・アウグスト・ヴェーバーが新たな党国会議員団団長となった。
1932年7月の国会選挙では中道政党はさらに壊滅的打撃を被った。人民党は7議席、国家党に至ってはわずか4議席を持つだけの泡沫政党に落ちぶれた。1932年11月の国会選挙では人民党がやや得票を回復させたが、国家党は得票をさらに10%落とす始末だった。
国家社会主義ドイツ労働者党(NSDAP, ナチス)政権が誕生した後の1933年6月22日に社民党が禁止され、ついで6月28日に国家党も社民党との選挙協力を行ったとの理由で禁止されて解散に追い込まれた。
第二次世界大戦の後、旧ドイツ民主党の勢力は自由民主党(FDP)の創設に加わった。

## 党首
党首である議長（Vorsitzender）は以下の通り。議長は2人制、3人制の場合もあり。
- 1919年-1919年、フリードリヒ・ナウマン
- 1919年-1924年、カール・ヴィルヘルム・ペーターゼン（ドイツ語版）
- 1924年-1930年、エーリヒ・コッホ＝ヴェーザー（ドイツ語版）
- 1930年-1930年、アルトゥール・マーラウン（ドイツ語版）
- 1930年-1933年、ヘルマン・ディートリヒ（ドイツ語版）
- 1932年-1933年、カール・ヴィルヘルム・ペーターゼン
- 1932年-1933年、ラインホルト・マイヤー

## 国会選挙結果

### ドイツ民主党時代
| 選挙日             | 得票        | 得票率 | 議席数 (総議席数) | 議席順位 |
| ------------------ | ----------- | ------ | ----------------- | -------- |
| 1919年1月19日      | 5,641,825票 | 18.6%  | 75議席 (421議席)  | 第3党    |
| 1920年6月6日       | 2,333,741票 | 8.3%   | 39議席 (459議席)  | 第6党    |
| 1924年5月4日       | 1,655,129票 | 5.7%   | 28議席 (472議席)  | 第7党    |
| 1924年12月7日      | 1,919,829票 | 6.3%   | 32議席 (493議席)  | 第6党    |
| 1928年5月20日      | 1,479,374票 | 4.8%   | 25議席 (491議席)  | 第6党    |
| 出典：Gonschior.de |             |        |                   |          |

### ドイツ国家党時代
| 選挙日             | 得票        | 得票率 | 議席数 (総議席数) | 議席順位 |
| ------------------ | ----------- | ------ | ----------------- | -------- |
| 1930年9月14日      | 1,322,034票 | 3.8%   | 20議席 (577議席)  | 第7党    |
| 1932年7月31日      | 371,800票   | 1.0%   | 4議席 (608議席)   | 第8党    |
| 1932年11月6日      | 336,447票   | 1.0%   | 2議席 (584議席)   | 第10党   |
| 1933年3月5日       | 334,242票   | 0.9%   | 5議席 (647議席)   | 第7党    |
| 出典：Gonschior.de |             |        |                   |          |

## 党員だった著名な人物
党首以外の党員だった著名な人物に以下のような者がいる。
- ベルンハルト・ヴァイス（警察官僚）
- アルフレート・ヴェーバー（社会学者、経済学者）
- マックス・ヴェーバー（政治学者、社会学者）
- オットー・ゲスラー（国防相）
- ヒャルマル・シャハト（経済学者、ライヒスバンク総裁、経済相）
- フーゴ・プロイス（憲法学者、内相）
- テオドール・ホイス（西ドイツ初代大統領）
- ヴァルター・ラーテナウ（外相）

Category:ドイツ民主党の政治家も参照。